# Harry Boldt
Harry Boldt (Insterburg, 23 februari 1930) is een Duits ruiter, die gespecialiseerd was in dressuur. Boltenstern nam viermaal deel aan de Olympische Spelen. Boldt behaalde tijdens de Olympische Zomerspelen 1964 gouden medaille in de landenwedstrijd en de zilveren medaille individueel. Tijdens de wereldkampioenschappen 1966 herhaalde Boldt de prestatie van twee jaar eerder. Bij Boldt zijn tweede olympische optreden in Montreal won hij wederom de landenwedstrijd en de zilveren medaille individueel. Twee jaar later tijdens de wereldkampioenschappen 1978 werd Boldt voor de tweede maal wereldkampioen in de landenwedstrijd.

## Resultaten
- Olympische Zomerspelen 1964 in Tokio:  individueel dressuur met Remus
- Olympische Zomerspelen 1964 in Tokio:  landenwedstrijd dressuur met Remus
- Wereldkampioenschappen 1966 in Bern  individueel dressuur met Remus
- Wereldkampioenschappen 1966 in Bern  landenwedstrijd dressuur met Remus
- Olympische Zomerspelen 1976 in Montreal:  individueel dressuur met Woycek
- Olympische Zomerspelen 1976 in Montreal:  landenwedstrijd dressuur met Woycek
- Wereldkampioenschappen 1978 in Goodwood House  landenwedstrijd dressuur met ???

1928: von Langen, Linkenbach, Lotzbeck ·
1932: Lesage, Marion, Jousseaume ·
1936: Pollay, Gerhard, Oppeln-Bronikowski ·
1948: Jousseaume, Saint-Fort Paillard, Buret ·
1952: Saint Cyr, Boltenstern, Persson ·
1956: Saint Cyr, Boltenstern, Persson ·
1964: Boldt, Klimke, Neckermann ·
1968: Neckermann, Klimke, Linsenhoff ·
1972: Petoesjkova, Kizimov, Kalita ·
1976: Boldt, Klimke, Grillo ·
1980: Kovsjov, Oegrjoemov, Misevitsj ·
1984: Klimke, Sauer, Krug ·
1988: Klimke, Linsenhoff, Theodorescu, Uphoff ·
1992: Balkenhol, Uphoff, Theodorescu, Werth ·
1996: Balkenhol, Schaudt, Theodorescu, Werth ·
2000: Werth, Capellmann, Salzgeber, Simons-de Ridder ·
2004: Kemmer, Schmidt, Schaudt, Salzgeber ·
2008: Kemmer, Capellmann, Werth ·
2012: Hester, Bechtolsheimer, Dujardin ·
2016: Rothenberger, Schneider, Bröring-Sprehe, Werth ·
2020: von Bredow-Werndl, Schneider, Werth ·
2024: Wandres, von Bredow-Werndl, Werth
- Gemeinsame Normdatei: 1017469210
- International Standard Name Identifier: 0000 0001 1716 3840
- MusicBrainz: fac3dc74-7e81-40e5-b1ce-1df363841f92
- Bibliotheek van het Japanse parlement: 00958377
- Virtual International Authority File: 164109907
- WorldCat: E39PBJbRjFqqfbkPxFm66p7T73